# Sardan
Sardan ist ein Ort und eine Gemeinde mit 352 Einwohnern (Stand 1. Januar 2022) im südfranzösischen Département Gard. Zur Gemeinde gehört auch der Weiler (hameau) Toupiargues.

## Lage
Sardan liegt am Oberlauf des Vidourle ca. 7 km (Fahrtstrecke) südöstlich der Kantonshauptstadt Quissac in den südlichen Ausläufern der Cevennen in einer Höhe von ca. 70 m ü. d. M. Nächstgelegene Großstadt ist Nîmes (ca. 30 km östlich). Das Klima ist gemäßigt; Regen fällt verteilt über das ganze Jahr.

## Bevölkerungsentwicklung
| Jahr      | 1800 | 1851 | 1901 | 1954 | 1999 | 2017 |
| Einwohner | 150  | 186  | 171  | 134  | 239  | 300  |

Der leichte Anstieg der Einwohnerzahlen im ausgehenden 20. Jahrhunderts ist im Wesentlichen auf die relative Nähe zu den Großstädten Nîmes und Montpellier zurückzuführen.

## Wirtschaft
Die Bewohner der Gemeinde lebten jahrhundertelang als Selbstversorger von Ackerbau und Viehzucht (Schafe, Ziegen). Im 19. Jahrhundert entstanden im Tal der Vidourle und ihren Nebenbächen mehrere mechanische Woll- und Seidenspinnereien. Heute ist der Tourismus in Form der Vermietung von Ferienwohnungen (gîtes) von Bedeutung.

## Geschichte
Die erstmalige Erwähnung des Ortsnamens findet sich in einem Dokument des Jahres 1609. Während der Revolutionsjahre erhielt der kleine Ort den Status einer Gemeinde (commune). Eine Kirche wurde erst in den 1840er Jahren gebaut.

## Sehenswürdigkeiten
- Die kleine schmucklose katholische Pfarrkirche Notre Dame verfügt über einen einfachen Glockengiebel.
- Das am Ortsrand gelegene, in Privatbesitz befindliche und äußerlich eher unscheinbare Schloss von Sardan entstand im 18. Jahrhundert; es wurde jedoch um das Jahr 1825 umgebaut und durch Anbauten vergrößert. In seinem Erdgeschoss befinden sich seltene Malereien auf Papier, die an die Kampagne Napoleon Bonapartes in Italien erinnern, wo er große militärische Erfolge errang. Wegen dieser Malereien wurde das Landschlösschen im Jahr 1996 zum Monument historique[3] erklärt.

außerhalb
- Eine im 15. Jahrhundert erbaute mehrbogige Steinbrücke überquert den Vidourle. Ihre Mitte hat sich wegen der starken Hochwasser des Flusses abgesenkt.
- Ein Wanderweg führt zu den Ruinen des Tour de Poujol, der lange Zeit als Wachturm diente.